# Universitat catòlica
Una Universitat Catòlica és una universitat privada dirigida per l'Església Catòlica o per organitzacions catòliques, com els instituts religiosos. No són universitats eclesiàstiques perquè no formen part de l'estructura de l'Església Catòlica. Les que tenen vincles més estrets amb la Santa Seu s'anomenen específicament universitats pontifícies.

## Característiques
Per definició, el Dret Canònic estableix que "per escola catòlica s'entén aquella que està sota control de l'autoritat eclesiàstica competent, o d'una persona jurídica eclesiàstica pública, o que l'autoritat eclesiàstica reconeix com a catòlica en un document escrit" (Cànon 803). Encara que algunes escoles es considerin catòliques per la seva identitat o perquè tenen un gran nombre d'alumnes matriculats que són catòlics, també s'estipula en el Dret Canònic que "cap escola, encara que sigui de fet catòlica, podrà portar el títol d'escola catòlica sense el consentiment de l'autoritat eclesiàstica competent"(Cànon 803 § 3).
Segons el cens de la Congregació per a l'Educació Catòlica, el nombre total d'universitats i institucions catòliques d'educació superior a tot el món és 1.358. L'orde dominicà va ser "el primer orde instituït per l'Església amb una missió acadèmica". El 2013 l'orde religiós catòlic amb el major nombre d'universitats al món és la Companyia de Jesús, amb 114.